# 小倉謙 (植物学者)
小倉 謙（おぐら ゆずる、1895年6月26日 - 1981年3月18日）は、日本の植物学者。専門分野は植物形態学・植物解剖学。

## 経歴
1895年、宮城県仙台市生まれ。父は実業家・歌人の小倉長太郎(茗園)。東京帝国大学植物学科を卒業。卒業後は母校の同大学講師・助教授を経て、1938年に教授昇進。わが国における植物形態学・植物解剖学の確立・発展に尽くした。1946年から55年まで、日本植物学会会長を務めた。1956年、東京大学を定年退官し、名誉教授となった。その後は横浜市立大学教授として教鞭をとった。

## 受賞・栄典
- 1946年、シダ植物の解剖学における業績によって、日本学士院賞を受賞。

## 家族・親族
- 父：小倉茗園（小倉長太郎）は実業家、歌人。
- 兄：小倉博は国文学者。
- 兄：小倉進平は言語学者。
- 兄：小倉伸吉は海洋学者。
- 兄：小倉勉は地質学者
- 兄：小倉強は建築学者。

## 研究内容・業績
- 主著に『植物形態学』『植物解剖及び形態学』がある。
- また、植物切手の収集家としても知られる人物で、『世界植物切手大図鑑』の著書がある。

## 著書
- 植物系統解剖学 岩波講座生物学（岩波書店、1930年）
- 植物形態学（養賢堂、1934年）
- 植物解剖及形態学（養賢堂、1949年）
- 切手で見る植物図鑑（蒼風書院、1955年）
- 植物の事典（監修、東京堂、1957年）
- トピカルの集め方（日本郵趣協会、1968年）
- 世界植物切手大図鑑（監修、日本郵趣協会、1979年）

## 訳書
- トムソン科学大系（ジョン・アーサー・トムソン著、共訳、大鐙閣、1926年）